# Echinopsis werdermannii
Echinopsis werdermannii ist eine Pflanzenart aus der Gattung Echinopsis in der Familie der Kakteengewächse (Cactaceae). Das Artepitheton werdermannii ehrt den deutschen Botaniker Erich Werdermann.

## Beschreibung
Echinopsis werdermannii wächst einzeln. Die kugelförmigen, graugrünen Triebe erreichen Durchmesser von bis zu 12 Zentimeter und Wuchshöhen von bis zu 8 Zentimeter. Es sind zehn bis zwölf gerade und scharfkantige Rippen vorhanden. Der einzelne schwarze Mitteldorn ist bis zu 0,2 Zentimeter lang. Die drei bis acht Randdornen sind schwärzlich.
Die lang röhrig-trichterförmigen Blüten sind hellrosafarben. Die Blüten sind bis zu 20 Zentimeter lang.

## Verbreitung und Systematik
Echinopsis werdermannii ist in Paraguay verbreitet.
Die Erstbeschreibung durch Zdenĕk Fleischer wurde 1962 veröffentlicht. Den Namen schrieb Zdenĕk Fleischer dem Tschechen Alberto Vojtěch Frič zu. Echinopsis werdermannii ist jedoch gemäß dem Artikel 8.4 des Internationalen Codes der Botanischen Nomenklatur nicht gültig veröffentlicht worden (nom. inval.), da das Typusexemplar, auf dem die Erstbeschreibung beruht, nicht dauerhaft konserviert, beispielsweise durch einen Herbarbeleg, wurde.
Echinopsis werdermannii ist eng mit Echinopsis subdenudata verwandt oder eventuell sogar artgleich.

## Nachweise